# Nyagasenyi (periodiskt vattendrag i Burundi, Cankuzo)
Nyagasenyi är ett periodiskt vattendrag i Burundi.   Det ligger i provinsen Cankuzo, i den nordöstra delen av landet, 120 km öster om huvudstaden Bujumbura.
I omgivningarna runt Nyagasenyi växer huvudsakligen savannskog. Runt Nyagasenyi är det ganska tätbefolkat, med 93 invånare per kvadratkilometer.